# Lettere di Pilato e Tiberio
La Lettera di Pilato a Tiberio e la Lettera di Tiberio a Pilato in risposta sono apocrifi del Nuovo Testamento facenti parte del Ciclo di Pilato. L'attribuzione pseudoepigrafa è a Ponzio Pilato, governatore della Giudea (26-36) implicato nel processo di Gesù, e all'imperatore Tiberio (14-37).
I testi sono di difficile datazione, pervenutici in manoscritti greci e latini ma scritti originariamente in greco. La lettera di Ponzio a Tiberio è riportata in un elegante latino rinascimentale, mentre quelle di Tiberio mostrano un uso incerto del greco.
Nella breve Lettera di Pilato a Tiberio, datata il 28 marzo, il governatore elogia Gesù incolpando scribi, principi e anziani del popolo ebraico, avendo stabilito la condanna su loro pressione.
Nella risposta l'imperatore lo rimprovera aspramente per aver condannato un giusto e ordina che sia condotto alla sua presenza in catene, assieme a tutti i capi degli Ebrei. Afferma di essere già stato informato dell'accaduto da Maria Maddalena. 
L'apocrifo prosegue descrivendo la morte di Caifa a Creta per cause naturali, quella di Anna avvolto da una pelle di bue lasciata restringere al sole, e quelle per impalamento dei figli di Erode Archelao (morto in realtà attorno al 18 d.C.) e Filippo. Pilato viene accidentalmente ucciso dall'imperatore, in una caverna, durante una battuta di caccia.